# James Glasspool
James Glasspool (Adelaide, 8 juni 1991) is een Australisch voormalig wielrenner die in 2016 zijn carrière afsloot bij Team Novo Nordisk. Net als de rest van die ploeg lijdt hij aan diabetes mellitus.

## Carrière
Op zijn elfde werd Glasspool gediagnosticeerd met suikerziekte.
In 2015 tekende Glasspool een profcontract bij Team Novo Nordisk, nadat hij eerder al een seizoen voor de opleidingsploeg reed. Zijn debuut maakte hij in de Ronde van de Filipijnen, met als beste resultaat een tiende plaats in de derde etappe.
Ondanks dat hij in augustus 2016 zijn contract met een jaar had verlengd beëindigde hij aan het eind van dat jaar zijn carrière vanwege motivatieproblemen.

## Overwinningen
2009
 Australisch kampioen 1 km, Junioren
2010
 Australisch kampioen ploegenachtervolging, Elite (met Dale Parker, Jack Bobridge en Rohan Dennis)
2011
 Australisch kampioen teamsprint, Elite (met Nathan Corrigan-Martella en Matthew Glaetzer)
2012
 Australisch kampioen teamsprint, Elite (met Nathan Corrigan-Martella en Matthew Glaetzer)
 Australisch kampioen 1 km, Elite

## Ploegen
- 2015 –  Team Novo Nordisk
- 2016 –  Team Novo Nordisk

Ambrose · Cherhal · Clancy · Cremers · De Mesmaeker · Dilley · Glasspool · Henttala · de Keijzer · Lefrançois · Lozano · Mejías · Peron · Planet · Raeymaekers · Strobel · Verschoor · Williams · Kamstra (stagiair)
Ambrose · Benhamouda · Cherhal · Clancy · Cremers · De Mesmaeker · Dilley · Glasspool · Henttala · Kamstra · de Keijzer · Lefrançois · Lozano · Mejías · Peron · Planet · Verschoor · Williams · van IJzendoorn (stagiair) · Valognes (stagiair)